# Lưu Trạch Thanh
Lưu Trạch Thanh (chữ Hán: 劉澤清, ? – 1645 hoặc 1649), tự Hạc Châu, người Tào Châu (nay là huyện Tào, Sơn Đông) tướng lĩnh nhà Minh, trấn thủ Lư Châu (nay là Hợp Phì, An Huy) – một trong Giang Bắc tứ trấn do Đông Các đại học sĩ Sử Khả Pháp đặt ra.

## Khởi nghiệp
Ông là anh trai của Lâm Thanh tổng binh Lưu Nguyên Thanh, tử trận năm Sùng Trinh thứ 15 (1642).
Không có ghi chép chính thức về thuở thiếu thời của Trạch Thanh, chỉ tìm được một đoạn văn ngắn trong Hà Hoàn Thuần (1631 – 1647) – Tục hạnh tồn lục: Lưu Trạch Thanh thuở nhỏ, từng theo Nho học, trong lúc thi cử đánh chết một tên sai dịch, nên bỏ đi. Tham dự đợt tuyển chọn nhân tài của Binh bộ và giành ngôi đầu, ông thường nói với khách rằng: "Ta năm 21 tuổi ném bút, năm 31 tuổi lên đàn (ý nói làm tướng), năm 41 tuổi (được) chia đất (ý nói được phong tước), thật không rõ 20 năm qua làm được việc gì, mà sao ngày càng giàu, tiểu trượng phu, tiểu trượng phu (có ý khiêm tốn)!"
Qua cuộc tuyển chọn đấy, ông được thụ Ninh, Tiền vệ thủ bị ở Liêu Đông, thăng làm Sơn Đông đô tư thiêm thư, gia Tham tướng.

## Thăng tiến ở miền bắc
Năm thứ 3 (1630), quân Thanh đánh Thiết Xưởng, muốn cắt đứt đường vận lương cho Phong Nhuận. Nhận lệnh cứu viện, Tam Đồn tổng binh Dương Triệu Cơ sai ông đi, còn cách 15 dặm, gặp địch, ra sức chiến đấu, từ sáng đến giữa không phân thắng bại. Qua khỏi lần này, ông chuyển sang chiến đấu ở Tuân Hóa, giáp kích quân Thanh, rồi vào thành. Xét công, được gia 2 cấp làm đến Phó tổng binh.
Năm thứ 5 (1632), bị hặc vì xâm phạm quân lương, có chiếu cho lập công ở nơi xung yếu.
Năm thứ 6 (1633), thăng làm Tổng binh. Mùa đông năm ấy, được gia Tả đô đốc, có công khôi phục Đăng Châu.
Năm thứ 8 (1635), có chiếu cho nắm quân Sơn Đông để phòng bị vận tải đường thủy.
Năm thứ 9 (1636), kinh sư giới nghiêm, đưa quân về phòng vệ, nhận lệnh đóng quân ở Tân Thành nhằm chẹn giữ nam bắc, rồi nhận mệnh lưu thủ Thông Châu. Được gia Tả đô đốc, Thái tử thái sư.
Tháng 5 năm thứ 13 (1640), Sơn Đông có nạn đói, dân tụ tập làm cướp, các nơi Tào, Bộc rất đông. Đế mệnh cho Trạch Thanh hội binh với tổng binh Dương Ngữ Phiền đi tiễu bắt bọn họ. Tháng 8 bị giáng làm Hữu đô đốc, trấn thủ Sơn Đông để phòng vệ biển. Ông lấy cớ mình sanh trưởng ở Sơn Đông, làm việc quá lâu ở tỉnh này là không hợp lẽ, xin từ nhiệm. Đế lệnh cho Trạch Thanh chỉnh đốn quân đội vượt Hoàng Hà, hợp binh với các trấn nhanh chóng tiễu phạt.
Tháng 2 năm thứ 16 (1643), nghĩa quân vây Khai Phong đã lâu, ông đến cứu. Từ Chu Gia Trại cách thành 8 dặm, đưa 5000 quân sang bờ nam, dựa sông làm trại; khi nước đổ về vây quanh, Trạch Thanh muốn kết 8 trại làm nên một con đê lớn, đắp dũng đạo (đường cao ở giữa) trong thành. Tường lũy chưa xong, nghĩa quân đến đánh, giằng co 3 ngày, đôi bên đều bị tổn thất. Ông đột ngột mệnh cho nhổ doanh mà đi, gây ra rối loạn, binh sĩ giành thuyền, nhiều người chết đuối.

## Hoành hành ở miền nam
Triều đình mệnh đi Bảo Định tiễu nghĩa quân, không nghe, ngày hôm ấy cướp bóc Lâm Thanh. Soái binh nam hạ, đến nơi nào đốt phá, cướp bóc bằng sạch nơi đấy. Nghĩa quân ngày càng lớn mạnh, Cấp sự trung Hàn Như Dũ, Mã Gia Thực đều mưu đưa triều đình về nam. Như Dũ thường hặc ông, khi ông ta đi qua Đông Xương, Trạch Thanh sai người giết Như Dũ giữa đường, không ai dám nói gì!
Kinh sư thất thủ, Trạch Thanh chạy đi Nam Kinh, là một trong Tứ trấn thời Hoằng Quang, được phong Đông Bình bá, đóng quân Lư Châu. Khi đế mới lên ngôi, ông mượn cố sự Tĩnh Khang, xin đổi niên hiệu vào tháng 5 năm ấy; lại xin tha cho Chu Duyên Nho về tội lấy bạc xấu làm tiền lương. Đô ngự sử Lưu Tông Chu hặc tình hình các võ tướng làm việc ngang trái, Trạch Thanh 2 lần dâng sớ hặc lại Tông Chu, còn nói: "Bề trên mà giết Tông Chu, thần lập tức cởi chức." Triều đình phải ban chiếu hòa giải. Lại xin cấm tuần án không được truy cứu việc bạc xấu, xin pháp tư bắt giữ cha con tổng đốc Hầu Tuân và Hầu Phương Vực. Những đòi hỏi điên rồ và trái lẽ đến vậy, triều đình đều uyển chuyển đáp ứng.
Trong trướng của Trạch Thanh có một đôi vượn (có thuyết là tinh tinh), gọi tên là đến ngay. Một ngày, ông thết đãi con trai của cố nhân, rót rượu vào cái bồn vàng, bồn có thể chứa đến 3 thăng. Gọi vượn bưng đến, quỳ dâng cho khách. Vượn rất dữ tợn, khách run rẩy lắc đầu, rụt rè không dám nhận. Trạch Thanh cười nói: "Anh sợ à?" rồi mệnh đem tù nhân ra đánh chết dưới thềm, moi não cùng tim gan, thả vào âu, hòa rượu, giao cho vượn dâng lên trước mặt. Ông rót ra uống, thần sắc thản nhiên. Trạch Thanh đã làm nhiều việc tàn nhẫn, hung ác như vậy đấy!

## Cái chết
Tháng 4 năm Hoằng Quang đầu tiên (1645), Dương Châu cấp báo, triều đình mệnh cho bọn Trạch Thanh đi cứu, nhưng ông lại ngầm xin hàng. Minh sử chép nhà Thanh ghét Trạch Thanh phản phúc nên giết đi. Thanh sử cảo chép ông đã hàng lại phản nên bị giết, không rõ thời điểm.
Ngô Vĩ Nghiệp – Tiêu lộc kỷ văn chép Trạch Thanh nhận hịch cầu cứu của Sử Khả Pháp, lập tức bỏ Lư Châu trốn đi Hoài An ở phía bắc. Quân Thanh phá Hoài An, ông chạy ra biển, ít lâu sau quay về Hoài An xin hàng. Ngày 25 tháng 10 năm Thuận Trị thứ 6 (1649), Trạch Thanh cấu kết với bọn gian đồ ở huyện Tào, nhà Thanh cho rằng ông phản phúc vô thường, đem xé xác cùng con em và đồng đảng là bọn Lý Hồng Cơ, Lý Hóa Kình.

## Tính cách
Minh sử chép: Trạch Thanh tính cách nhút nhát, làm việc do dự. Thường hoang báo đại thắng đòi ban thưởng, lại nói dối ngã ngựa bị thương, có chiếu ban cho 40 lạng tiền thuốc.
Trạch Thanh mặt trắng môi son, tướng – mạo đều đẹp, thích đọc sách làm thơ, thường mời khách uống rượu xướng họa, rất có phong nhã. Vương Bồi Tuân - Hương viên ức cựu lục, quyển 1 chép ông có tính cách hung tàn, một cái lườm mắt cũng báo thù; từng cùng bộ tướng Lưu Khổng Hòa (1613 – 1644) luận thơ không hợp, lại ghét binh lực của ông ta hùng mạnh, muốn trừ khử , cuối cùng sai người giết chết Khổng Hòa trong thuyền .